# Кочубеевка (Бериславский район)
Кочубеевка (укр. Кочубеївка) — село в Бериславском районе Херсонской области Украины. Административный центр Кочубеевской сельской общины.
Почтовый индекс — 74012. Телефонный код — 5535.

## История
Село было основано между 1872—1882 годами немцами из Мелитопольского уезда Таврической губернии и называлось Тиге.

## Население
Население по переписи 2001 года составляло 737 человек.

### Языковой состав
Родной язык населения по данным переписи 2001 года:
| Язык       | Численность, чел. | Доля     |
| ---------- | ----------------- | -------- |
| Украинский | 699               | 94,85 %  |
| Русский    | 36                | 4,88 %   |
| Другое     | 2                 | 0,27 %   |
| Итого      | 737               | 100,00 % |